# Mars 1962

## Événements
- France : Jacques Mesrine, pour la première fois, est incarcéré dix-huit mois à Évreux, pour braquage.

- 1er mars : 
  - Ouganda : autonomie interne à la suite de troubles.
  - Pakistan[1]: le Pakistan se dote d'une constitution de type présidentiel.

- 2 mars, Birmanie : L’armée s’empare du pouvoir. Pendant les années 1960 et 1970, Ne Win tente de bâtir un gouvernement totalitaire efficace, d’établir sa légitimité auprès des Birmans et de maintenir l’autonomie du pays sur la scène internationale. Le pays s’engage sur la « voie birmane du socialisme » avec le Parti du programme socialiste de Birmanie, ce qui a pour conséquence une catastrophe économique sans précédent, accompagnée d’une diminution des libertés personnelles. Les principaux secteurs de l’économie sont étatisés.

- 7 mars, Algérie : ouverture des négociations d’Evian.

- 9 mars, États-Unis : le gouvernement américain reconnaît qu’il intervient militairement au Vietnam.

- 14 mars, Suisse : reprise de la conférence sur le désarmement à Genève, sans la France.

- 18 mars : 
  - Algérie - France : accords d'Évian[2] accordant l'indépendance à l'Algérie et stipulant le cessez-le-feu pour le lendemain 19 mars. Le Sahara est intégré à l’Algérie. La délégation française est conduite par Louis Joxe.
  - Argentine : défaite des partisans de Arturo Frondizi aux élections législatives et provinciales. Les péronistes arrivent en tête (35 %), suivis par la fraction radicale de Frondizi (28 %) et la fraction radicale adverse (22 %).

- 19 mars, Algérie : au lendemain des accords d'Évian, entrée en vigueur du cessez-le-feu en Algérie qui ne sera pas immédiatement respecté par l'OAS et par des indépendantistes algériens. Cette date est officiellement commémorée par la France depuis le 19 mars 2013. Un référendum est annoncé le jour même pour le mois d'avril alors que Ahmed Ben Bella et ses compagnons sont libérés.

- 21 mars, Canada : à la suite de malformations à la naissance, l'usage de la Thalidomide est interdite.

- 22 mars, Algérie: après avoir assassiné six dirigeants de centres sociaux à El-Biar, l’OAS ouvre le feu sur les forces de l’ordre.
  - Union soviétique: Construction du premier tronçon de l’oléoduc destiné à acheminer le pétrole soviétique vers les pays du COMECON.

- 23 mars
  - Algérie : blocus de Bab El-Oued. De violents combats éclatent dans le quartier de Bab El-Oued à Alger : 20 morts.
  - Suisse: adoption de la loi fédérale sur la procédure de l'Assemblée fédérale, ainsi que sur la forme, la publication et l'entrée en vigueur des actes législatifs (entrée en vigueur le 1er décembre).

- 24 mars, Portugal : début de la Crise Académica[3]. Révolte des étudiants, protestant contre la restriction des libertés, la répression est telle que le recteur Marcelo Caetano prend leur défense et démissionne. Les troubles persistent malgré la répression.

- 26 mars, Algérie : fusillade de la rue d'Isly : quatre mille Pieds-Noirs manifestent pacifiquement dans le quartier populaire de Bab El-Oued à Alger et approchent de la grande poste par la rue d'Isly, lorsqu'à 15 heures un soldat d'un barrage de l'armée française ouvre le feu sur la foule. Il est suivi par les autres militaires paniqués. La fusillade qui va durer douze minutes fait officiellement 46 morts (56 selon d'autres sources) et 150 blessés (200 blessés selon d'autres sources).

- 29 mars, Argentine : les militaires déposent le président Arturo Frondizi et prennent le pouvoir. Les États-Unis tolèrent le coup d’État. Le président du Sénat José María Guido prend le pouvoir et annule les élections du 18 mars.

## Naissances
- 1er mars :  
  - Silvina Chediek, journaliste argentine.
  - Loumia Hiridjee, femme d'affaires, cofondatrice française de la marque Princesse tam.tam († 26 novembre 2008).
  - Ibrahim Mohamed Solih, Homme d'état maldivien.
- 2 mars : Jon Bon Jovi, chanteur du groupe rock américain Bon Jovi.
- 3 mars : Luis José Rueda Aparicio, archevêque colombien.
- 5 mars : Robert Curbeam, astronaute américain.
- 10 mars : Jean-Paul Vesco, cardinal français, archevêque d'Alger.
- 11 mars : Mohamed Abdullahi Mohamed, diplomate et homme politique somalien.
- 15 mars : Terence Trent d'Arby, vocaliste et musicien instrumentaliste américain.
- 21 mars : Matthew Broderick, acteur et producteur américain.
- 22 mars : 
  - Steve Dillon, dessinateur de comics britannique († 22 octobre 2016).
  - Mahmoud Sadeghi, homme politique iranien.
- 23 mars : Shinkai Karokhail, femme politique afghane.
- 25 mars : Marcia Cross, comédienne américaine (série : Desperate Housewives).
- 26 mars : Yuri Ghidzenko, cosmonaute russe.
- 27 mars : Jann Arden, chanteuse.

## Décès
- 3 mars :  
  - Pierre Benoit, écrivain français (° 1886).
  - Cairine Wilson, première femme à être sénatrice du Canada.
- 15 mars : Mouloud Feraoun (assassiné par l'OAS), écrivain algérien d'expression française (° 1913).
- 19 mars : Paul Remy, spéléologue et zoologiste français (° 7 novembre 1894).
- 25 mars : Auguste Piccard, physicien suisse, (° 1884).